# Zhao Guo
Coronel Zhao Guo (chinês tradicional: 趙過), foi o Intendente de Grão, durante o governo do Imperador Wudi (武帝 武帝) que inventou um novo método de cultivo chamado daitianfa (法田法) "método do campo de substituição", na dinastia Han. Zhao Guo primeiro experimentou com este sistema fora da capital Chang'an.